# La Côte-aux-Fées
La Côte-aux-Fées és un municipi suís del cantó de Neuchâtel, situat al districte de Le Val-de-Travers.